# Наумовка (Стерлітамацький район)
Нау́мовка (рос. Наумовка, башк. Наумовка) — село у складі Стерлітамацького району Башкортостану, Росія. Адміністративний центр Наумовської сільської ради.
Населення — 2935 осіб (2010; 2867 в 2002).
Національний склад:
- росіяни — 33%
- башкири — 28%
- татари — 28%